# East Dundee
East Dundee – wioska w stanie Illinois, w hrabstwie Kane. Mała część East Dundee znajduje się w hrabstwie Cook.

## Demografia
Wieś liczyła 3192 mieszkańców w 2017. W 2023 liczba mieszkańców spadła do 3115 osób, a gęstość zaludnienia poniżej 400 osób/km².

## Geografia
Współrzędne East Dundee to: 42°06′07″N 88°16′13″W. Wieś leży nad rzeką Fox. Na przeciwnym brzegu rzeki leży West Dundee.

## Historia
East Dundee zostało zarejestrowane w roku 1871, cztery lata po West Dundee. Zabytkowa dzielnica przy rzece Fox i sklepy przy Main Street stanowią handlową część wsi.